# Cristești (Mureș)
Cristești [ˈkristeʃtʲ] (veraltet Murăș-Cristur; ungarisch Maroskeresztúr) ist eine Gemeinde im Kreis Mureș in der Region Siebenbürgen in Rumänien.

## Geographische Lage

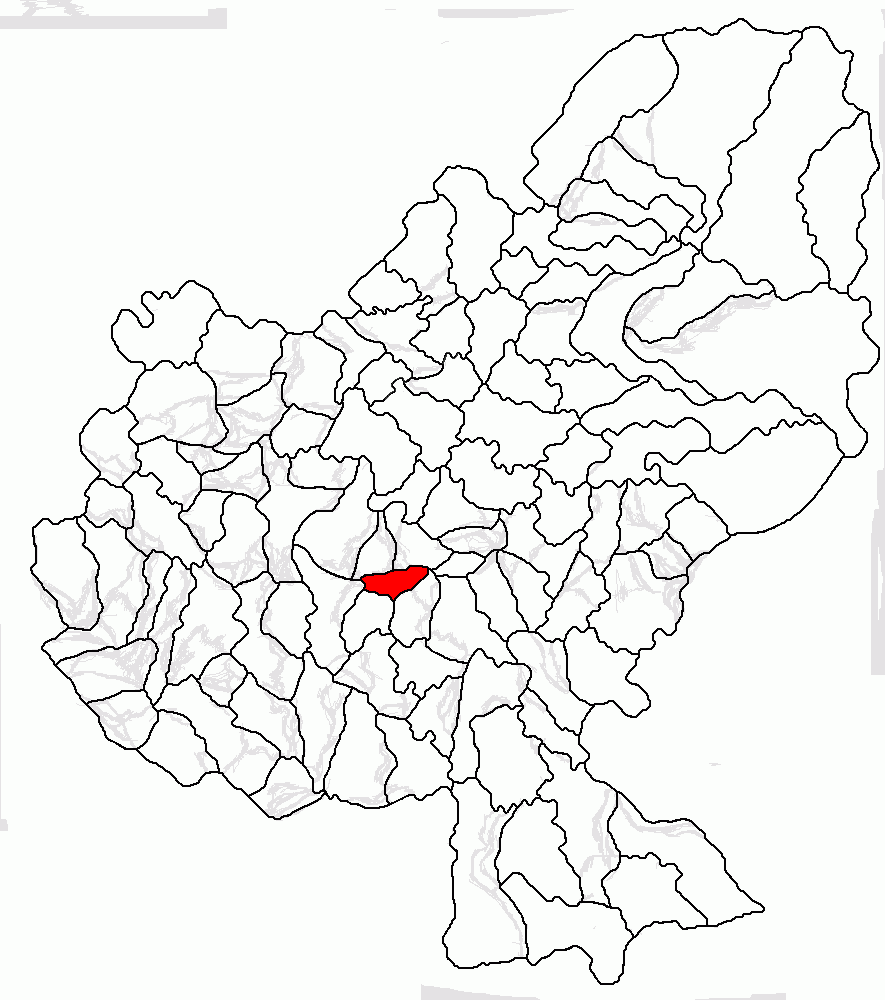
Lage der Gemeinde Cristești im Kreis Mureș

Die Gemeinde Cristești liegt im Siebenbürgischen Becken (Podișul Transilvaniei), nördlich des Kokeltals (Podișul Târnavelor), am Oberlauf des Mureș (Mieresch). An der Nationalstraße DN15 – hier Teil der Europastraße 60 – und der Bahnstrecke Alba Iulia–Târgu Mureș (Haltestelle Târgu Mureș Sud), grenzt der Ort Cristești an den Süden der Kreishauptstadt Târgu Mureș (Neumarkt am Mieresch).
Das eingemeindete Dorf Vălureni (ungarisch Székelykakasd) befinden sich etwa fünf Kilometer vom Gemeindezentrum entfernt.

## Geschichte
Der Ort Cristești wurde erstmals 1332 urkundlich erwähnt.
Auf dem Areal des Ortes, von den Einheimischen genannt Hosuba - Asomureș, deuten archäologische Funde auf eine Besiedlung bis in die Römerzeit zurück – vermutlich ein römisches Kastell. Bei Cariera de nisip (Sandgrube), an der Nationalstraße nach Târgu Mureș, wird eine skythische Totenstadt der Latènezeit vermerkt.
Im Mittelalter war Cristești ein von Szekler bewohnter Ort, in dem die ungarische Adelsfamilie Vas nach 1660 rumänische Leibeigene ansiedelte.
Im Königreich Ungarn gehörte die heutige Gemeinde dem Stuhlbezirk Maros alsó (Unter-Maros) im Komitat Maros-Torda, anschließend dem historischen Kreis Mureș und ab 1950 dem heutigen Kreis Mureș an.

## Bevölkerung
Die Bevölkerung der Gemeinde Cristești entwickelte sich wie folgt:
| 1850 | 764   | 283   | 455   | 2 | 24    |
| 1930 | 1.739 | 461   | 1.164 | 2 | 112   |
| 1966 | 4.164 | 1.459 | 2.681 | 5 | 19    |
| 1992 | 5.622 | 2.250 | 2.833 | 1 | 538   |
| 2011 | 5.824 | 2.465 | 2.512 | - | 847   |
| 2021 | 5.592 | 2.327 | 2.072 | - | 1.193 |

Seit 1850 wurde auf dem Gebiet der heutigen Gemeinde die höchste Einwohnerzahl und die der Rumänen und der Roma (738) 2021 registriert. Die höchste Einwohnerzahl der Magyaren wurde 1992 und die der Rumäniendeutschen 1966 ermittelt.

## Sehenswürdigkeiten
- Im Gemeindezentrum die alte reformierte Kirche, Ende des 18. Jahrhunderts errichtet.[6]
- Im eingemeindeten Dorf Vălureni die reformierte Kirche, um 1860 errichtet.[7]

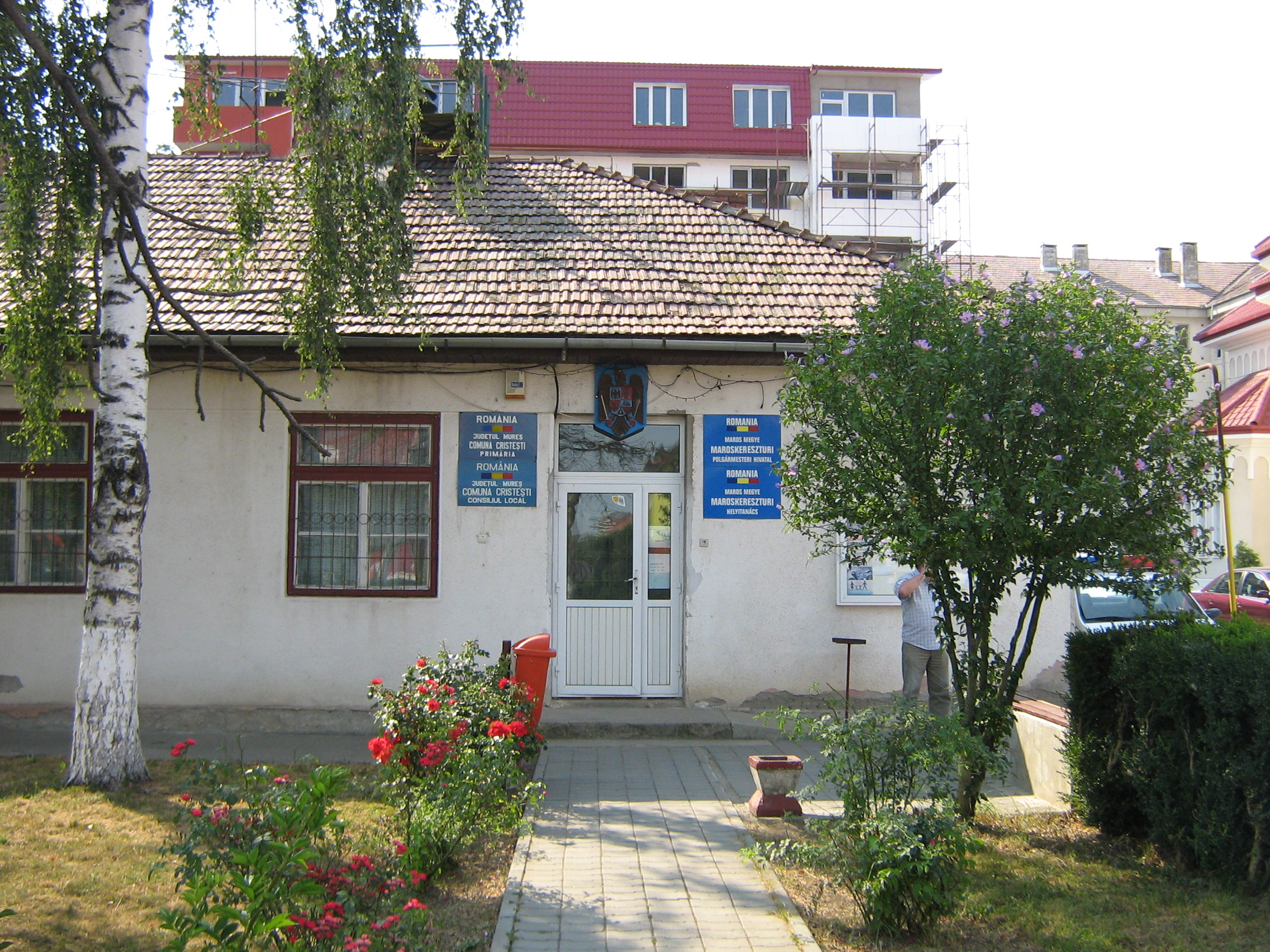
Rathaus
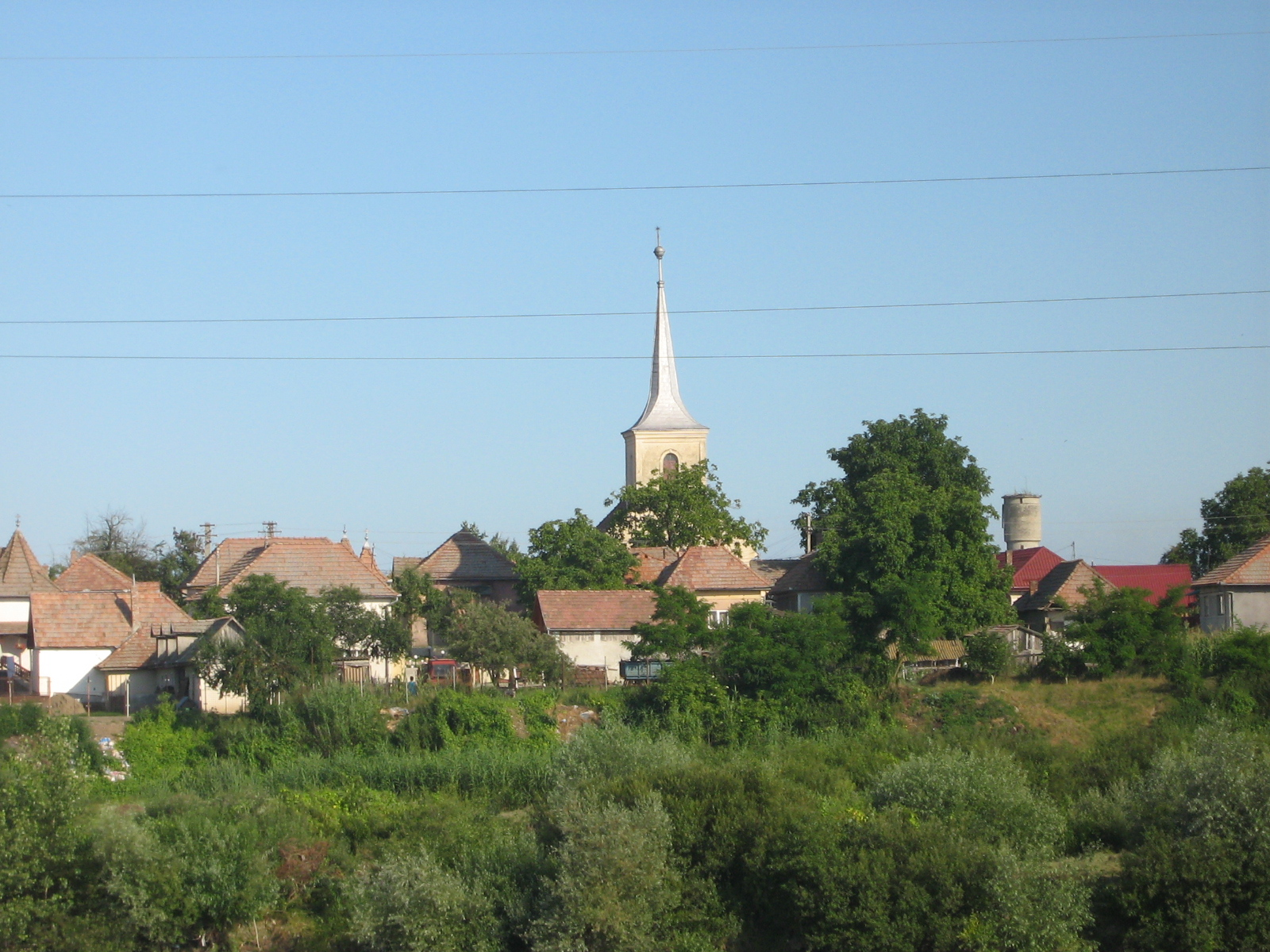
Im Hintergrund die alte reformierte Kirche in Cristești
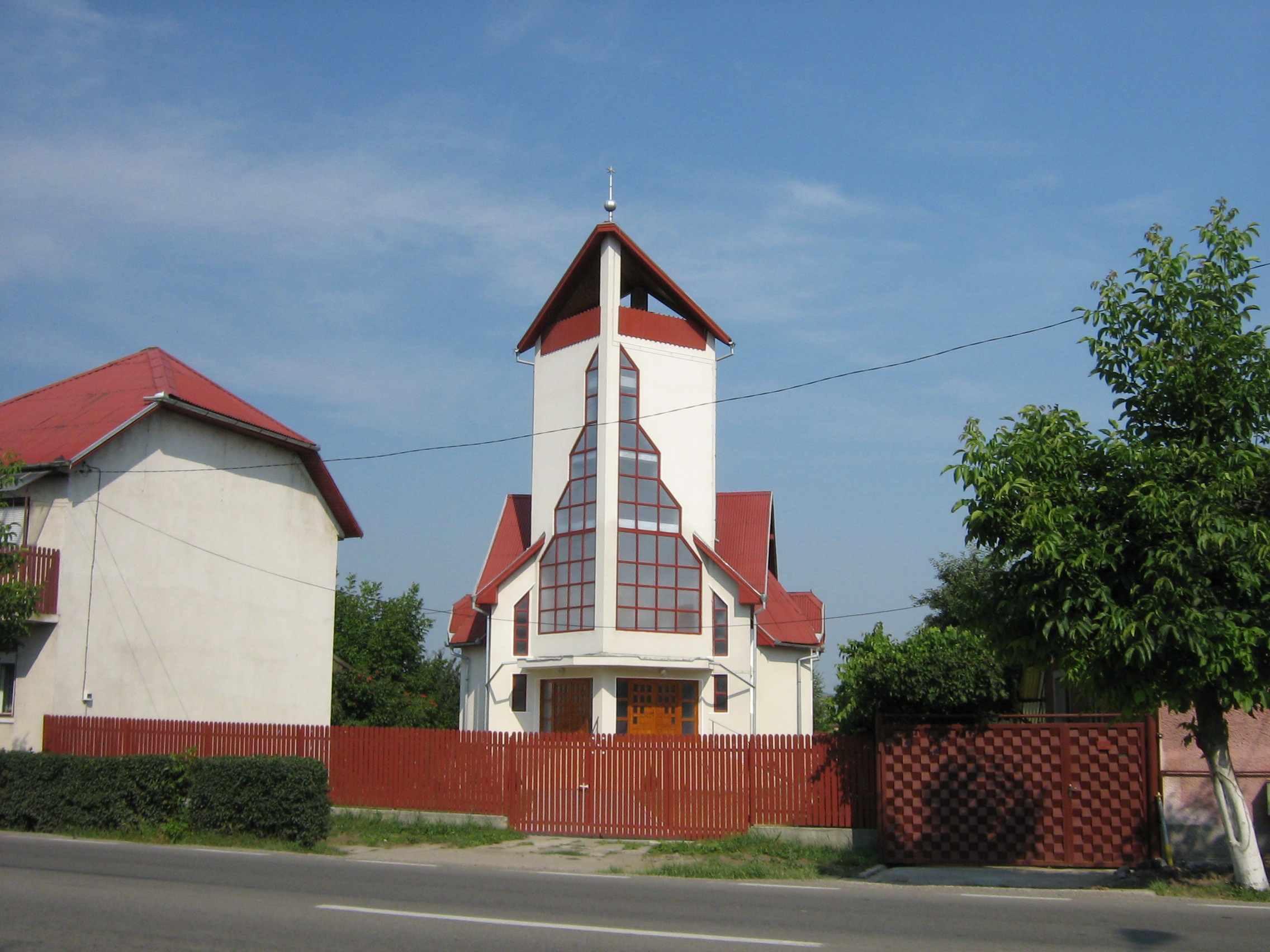
Neue reformierte Kirche in Cristești
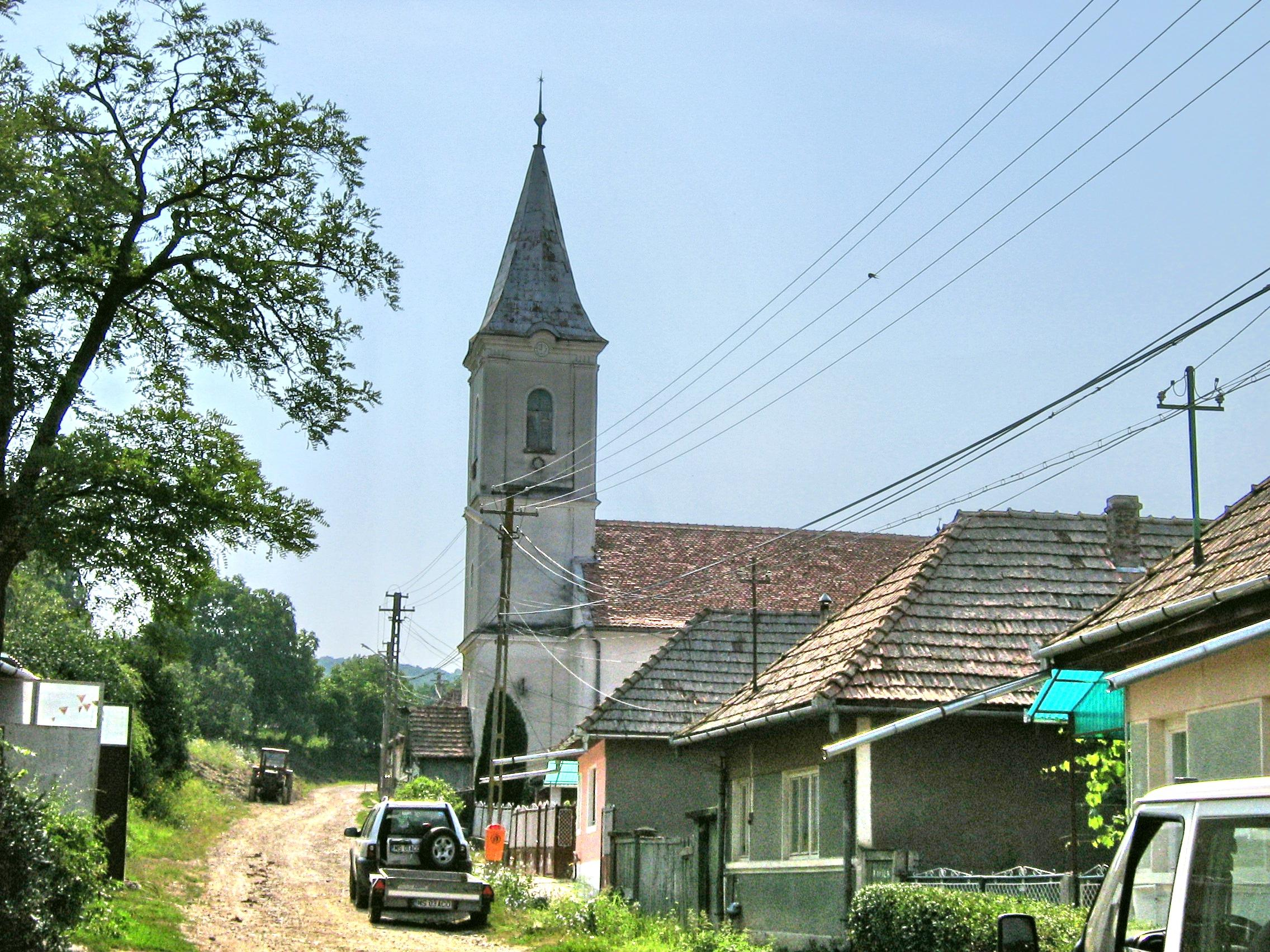
Reformierte Kirche in Vălureni

## Persönlichkeit
- József Tövissi (1927–2015), geboren in Vălureni, war ein Geograph und Universitätsprofessor.[8]